# Papilio lorquinianus
Papilio lorquinianus (denominada popularmente, em inglês, sea green swallowtail; em língua francesa, machaon vert marin; em língua alemã, Meergrüner Schwalbenschwanz) é uma borboleta da família Papilionidae e subfamília Papilioninae, encontrada na região biogeográfica australásica e endêmica das ilhas Molucas e de Irian Jaya ocidental (na Indonésia, Nova Guiné). Foi classificada por C. & R. Felder, em 1865, no texto Reise der österreichischen Fregatte Novara um die Erde in den Jahren 1857, 1858, 1859 unter den Behilfen des Commodore B. von Wüllerstorf-Urbair (viagem da fragata austríaca Novara ao redor do mundo em 1857, 1858, 1859, sob a ajuda do Comodoro B. von Wüllerstorf-Urbair); sua localidade-tipo descrita como "Dodinga", nas Molucas Setentrionais. A denominação de seu descritor específico, lorquinianus, honra Pierre Joseph Michel Lorquin, um naturalista francês.

## Descrição
Vista por cima, esta espécie possui asas com envergadura máxima de 9 a 11 centímetros e de amplas margens negras, com exceção da margem basal das asas anteriores e área interna das asas posteriores (próximas ao corpo do inseto) e com ampla área de escamas alares em coloração turquesa, em um espectro que vai do verde ao azul, atravessando as asas dianteiras e traseiras; estas últimas, em sua margem, com uma cadeia de manchas com pulverizadas escamas de um verde mais amarelado; assim como também presentes no ápice das asas anteriores. O lado de baixo é castanho escuro, com áreas mais pálidas e com sete manchas em laranja, negro e azul, em cada asa posterior, próximas à sua margem. Ambos os sexos apresentam pouco dimorfismo sexual e possuem um par de caudas em forma de espátulas na metade inferior das suas asas posteriores.

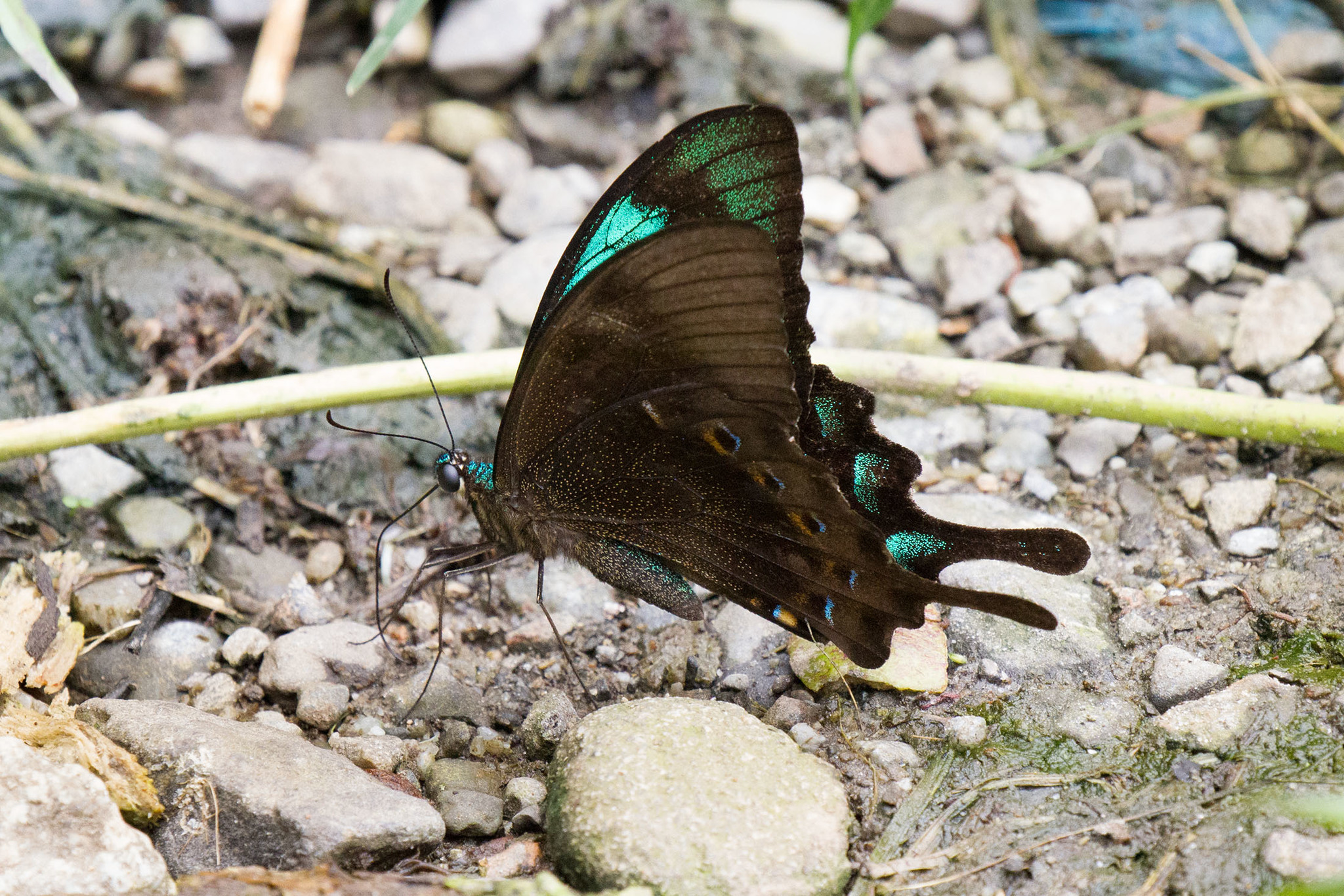
Fotografia de P. lorquinianus em repouso. Papua Ocidental, Indonésia.

## Subespécies
P. lorquinianus possui seis subespécies:
- Papilio lorquinianus lorquinianus - Descrita por C. & R. Felder em 1865. Proveniente de Ternate, Halmaera e Batjan.
- Papilio lorquinianus philippus - Descrita por Wallace em 1865. Proveniente de Ceram.
- Papilio lorquinianus albertisi - Descrita por Oberthür em 1880. Proveniente de Kapaur, Andai e Irian Jaya ocidental (Nova Guiné).[5]
- Papilio lorquinianus gelia - Descrita por Jordan em 1909. Proveniente de Bacan.
- Papilio lorquinianus esmeae - Descrita por Parrott em 1985. Proveniente de Morotai.
- Papilio lorquinianus boanoensis - Descrita por Kariya em 1992. Proveniente de Boano (oeste de Ceram).